# Рудимент

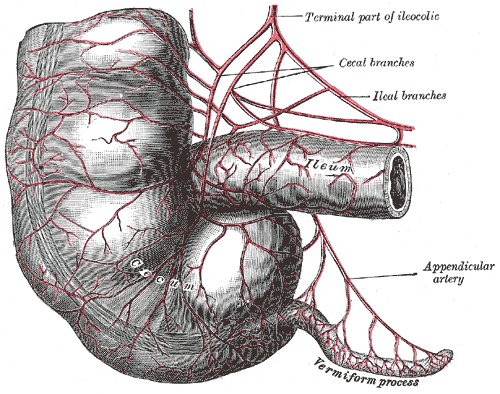
Апендикс

Рудименти, рудиментарні органи (від лат. rudimentum — «зачаток», «першооснова») — органи, недорозвинені чи спрощені у певних видів порівняно з подібними утворами предкових форм унаслідок втрати своїх функцій протягом філогенезу (еволюційного розвитку виду). Іноді рудиментарні органи здатні виконувати якусь допоміжну функцію, в деяких випадках розвиваються повністю (атавізми). Рудиментарними є, наприклад, надкрила жуків-майок, очі в деяких печерних і риючих тварин (протеїв, кротів), задні кінцівки в жовтопуза, хвостові хребці, волосяний покрив тулуба, вушні м'язи у людини.
Вчені знаходили дедалі більше «зайвих органів» у людини. Рудименти залишилися цікавими не лише анатомам, а послугували для широких наукових узагальнень. Так, Чарлз Дарвін використовував їх як один з доказів походження людини від тварин. Він пояснив наявність рудиментів тим, що у процесі еволюції деякі органи зменшились і майже зникли за непотрібністю. Звідси випливає, що людина не створена раз і назавжди досконалою і незмінною, а рудименти — лише залишки непотрібних частин тіла, які ще не встигли зникнути.
Німецький анатом Роберт Відерсгейм випустив на початку минулого століття книгу, в якій перерахував не менше 107 рудиментарних органів людини, не придатних для виконання якої-небудь функції або сильно спрощених, здатних діяти не в повній мірі. До числа перших належать волосся на тілі, яке не захищає людей від холоду, червоподібний відросток сліпої кишки, не здатний перетравлювати грубу рослинну їжу, куприк, напівмісячне утворення хорда. Другий список включає епіфіз — залозу внутрішньої секреції. Очевидно, епіфіз — рудимент тім'яного ока, який був у найдавніших хребетних. Втративши свою основну функцію, він набув нової якості — продукування гормонів. Найвідоміший рудимент — апендикс — є органом імунної системи.
Найвідоміші приклади рудиментів людини:
— Куприк (coccyx);

— Апендикс;

— Зуб мудрості;

— Синтез вітаміну С;

— Вомероназальний орган (ЗНО);

— Гусяча шкіра;

— Чоловічі соски.

Рудиментом у переносному значенні також називають пережиток певного зниклого явища.